# پندین
پندین (به انگلیسی: Pendeen) یک روستا در بریتانیا است که در کورنوال واقع شده‌است.